# 中山記念
中山記念（なかやまきねん）は、日本中央競馬会（JRA）が中山競馬場で施行する中央競馬の重賞競走（GII）である。
正賞は千葉県知事賞。

## 概要
1936年に創設された、4歳以上の馬による重賞競走。春季に行われる国内外の大レースを目指す実績馬や、力をつけてきた上り馬がぶつかり合う伝統のレースとして定着している。
本競走は1930年創設の「内国産馬競走 4000米」と、1933年創設の「中山5歳馬特別競走」を前身としている。1936年に中山競馬場・芝3200ｍのハンデキャップ競走として中山競馬場の芝3200mで創設された。当初は春と秋に年2回施行していたが、1952年より秋のみとなった。その後、距離や開催時期は度重なる変更を経て、施行距離は1957年から1800mで定着。施行時期は1972年より2月下旬 - 3月上旬となり、あわせて負担重量も別定に変更され、現在に至る。
2017年からは本競走の1着馬に同年からGIに昇格した大阪杯への優先出走権が付与され、あわせて地方競馬所属馬の出走も可能になった。
外国産馬は1984年から、外国馬は2004年からそれぞれ出走可能になった。

### 競走条件
以下の内容は、2025年現在のもの。
出走資格：サラ系4歳以上
- JRA所属馬
- 地方競馬所属馬（後述）
- 外国調教馬（優先出走）

負担重量：別定
- 4歳56kg、5歳以上57kg（開催日が3月2日以降の場合は4歳以上57kg[注 1]）、牝馬2kg減
  - 2024年2月24日以降のGI競走（牝馬限定競走を除く）1着馬2kg増、牝馬限定GI競走またはGII競走（牝馬限定競走を除く）1着馬1kg増
  - 2024年2月23日以前のGI競走（牝馬限定競走を除く）1着馬1kg増（2歳時の成績を除く）

大阪杯のステップ競走に指定されており、地方競馬所属馬は大阪杯の出走候補馬（3頭まで）に優先出走が認められている。また、地方競馬所属馬は本競走で2着以内の成績を収めた馬に大阪杯の優先出走権が与えられる。

### 賞金
2025年の1着賞金は6700万円で、以下2着2700万円、3着1700万円、4着1000万円、5着670万円。

## 歴史
- 1936年 - 4歳以上の馬によるハンデキャップ競走として創設、中山競馬場の芝3200mで施行[4]。
- 1937年 - 年2回施行となる[6]。
- 1944年 - 太平洋戦争の影響で開催中止（1946年まで）[6]。
- 1952年 - 年1回施行に変更、秋のみとなり名称も「中山記念」に変更[4]。
- 1957年 - 施行距離を芝1800mに変更。以後、この施行距離が定着[6]。
- 1972年 - 負担重量を別定に変更[3][6]。
- 1984年
  - グレード制導入により、GII[注 2]に格付け。
  - 混合競走に指定、外国産馬が出走可能になる[6]。
- 2001年 - 馬齢表記を国際基準へ変更したのに伴い、競走条件を「4歳以上」に変更[6]。
- 2005年 - 国際競走に指定され、外国調教馬が4頭まで出走可能となる[9]。
- 2007年 - 外国馬の出走枠が8頭に拡大[10]。
- 2008年 - 負担重量の別定条件を変更[11]。
- 2017年 
  - この年から1着馬に大阪杯の優先出走権を付与。
  - 指定交流競走に指定され、JRAに認定されていない地方所属馬も出走可能になる。
- 2019年 - 「天皇陛下御在位30年慶祝」の副称を付けて施行[12]。
- 2020年 - COVID-19の流行により「無観客競馬」として開催[13]（2021年も同様[14]）。

### 歴代優勝馬
優勝馬の馬齢は、2000年以前も現行表記に揃えている。
競走名は第25回まで「中山記念（秋）」、第26回以降は「中山記念」（第30回のみ「中山改築記念」）。
競走条件は第17回が4歳、第25回から第31回と第33回・第34回が3歳以上。
| 回数   | 施行日         | 競馬場 | 距離  | 優勝馬             | 性齢 | タイム   | 優勝騎手   | 管理調教師 | 馬主                               |
| ------ | -------------- | ------ | ----- | ------------------ | ---- | -------- | ---------- | ---------- | ---------------------------------- |
| 第1回  | 1936年10月18日 | 中山   | 3200m | アトランタ         | 牝5  | 3:32 1/5 | 高木良三   | 赤石孔     | ステーツ                           |
| 第3回  | 1937年10月16日 | 中山   | 3200m | トクマサ           | 牡4  | 3:45 3/5 | 伊藤正四郎 | 尾形景造   | カシワ                             |
| 第5回  | 1938年11月27日 | 中山   | 3400m | モアーザン         | 牡6  | 3:49 0/5 | 斎藤友吉   | 仲住達弥   | 井上四一                           |
| 第7回  | 1939年12月2日  | 中山   | 3400m | テイト             | 牡4  | 3:41 3/5 | 大久保末吉 | 大久保末吉 | 沖崎藤七                           |
| 第9回  | 1940年12月8日  | 中山   | 3400m | エスパリオン       | 牡5  | 3:45 3/5 | 佐藤邦雄   | 大久保房松 | 宮本恒平                           |
| 第11回 | 1941年12月6日  | 中山   | 3400m | ヤマトモ           | 牡4  | 3:46 4/5 | 新屋幸吉   | 清水茂次   | 山崎常平                           |
| 第13回 | 1942年12月6日  | 中山   | 3400m | ニパトア           | 牝4  | 3:45 1/5 | 新屋幸吉   | 清水茂次   | 山本文吉                           |
| 第15回 | 1943年12月5日  | 中山   | 3400m | シマハヤ           | 牡4  | 3:40 0/5 | 小西喜蔵   | 田中和一郎 | 高谷喜太郎                         |
| 第17回 | 1947年12月7日  | 中山   | 3400m | ヤマトナデシコ     | 牝4  | 3:40 3/5 | 二本柳俊夫 | 稲葉幸夫   | 門井鍋四郎                         |
| 第19回 | 1948年10月31日 | 中山   | 3400m | エツザン           | 牡4  | 3:41 3/5 | 橋本輝雄   | 久保田彦之 | 平田敬一                           |
| 第21回 | 1949年12月11日 | 中山   | 3200m | ヒデヒカリ         | 牝4  | 3:26 2/5 | 中村広     | 藤本冨良   | 木村福太郎                         |
| 第23回 | 1950年12月17日 | 中山   | 3200m | ヤシマドオター     | 牝4  | 3:35 1/5 | 保田隆芳   | 尾形藤吉   | 小林庄平                           |
| 第25回 | 1951年10月21日 | 中山   | 2600m | ミサワホープ       | 牡4  | 2:50 1/5 | 田中康三   | 久保田彦之 | 高須常治朗                         |
| 第26回 | 1952年10月26日 | 中山   | 2400m | キヨストロング     | 牡3  | 2:32 0/5 | 中村広     | 藤本冨良   | （株）東北牧場                     |
| 第27回 | 1953年10月25日 | 中山   | 2400m | ブルレツト         | 牝3  | 2:34 3/5 | 高橋直     | 高木良三   | 宗川五郎                           |
| 第28回 | 1954年11月7日  | 中山   | 2400m | チエリオ           | 牝4  | 2:32 0/5 | 阿部正太郎 | 田中和一郎 | 吉川英治                           |
| 第29回 | 1955年11月6日  | 中山   | 2400m | タカギク           | 牡4  | 2:31 2/5 | 坂本栄三郎 | 杉浦照     | 松岡きく                           |
| 第30回 | 1956年10月28日 | 中山   | 2600m | ヒデホマレ         | 牡4  | 2:44 1/5 | 蛯名武五郎 | 田中康三   | 小川満枝                           |
| 第31回 | 1957年7月14日  | 中山   | 1800m | マイウエイ         | 牡4  | 1:52 1/5 | 古野富張   | 内藤潔     | テイ・エヌ                         |
| 第32回 | 1958年3月30日  | 中山   | 1800m | ミツル             | 牝5  | 1:55 2/5 | 野平祐二   | 尾形藤吉   | 永田雅一                           |
| 第33回 | 1959年7月12日  | 中山   | 1800m | フイリー           | 牝5  | 1:50 2/5 | 野平祐二   | 野平省三   | 和田共弘                           |
| 第34回 | 1960年7月10日  | 中山   | 1800m | ハローモア         | 牡4  | 1:49.8   | 森安重勝   | 尾形藤吉   | エス・ワイ                         |
| 第35回 | 1961年4月23日  | 中山   | 1800m | オンワードスタン   | 牡4  | 1:50.3   | 保田隆芳   | 二本柳俊夫 | 樫山純三                           |
| 第36回 | 1962年4月21日  | 中山   | 1800m | ギントシ           | 牡4  | 1:51.2   | 梶与四松   | 稲葉幸夫   | 杉野繁一                           |
| 第37回 | 1963年6月9日   | 中山   | 1800m | ナスノミドリ       | 牡4  | 1:50.6   | 加賀武見   | 稲葉幸夫   | 河野照子                           |
| 第38回 | 1964年2月23日  | 中山   | 1800m | トースト           | 牝5  | 1:52.2   | 保田隆芳   | 尾形藤吉   | 永田雅一                           |
| 第39回 | 1965年3月21日  | 中山   | 1800m | スイートラペール   | 牝6  | 1:50.8   | 野平祐二   | 野平富久   | 和田共弘                           |
| 第40回 | 1966年5月1日   | 中山   | 1800m | フジイサミ         | 牡5  | 1:53.7   | 津田昭     | 松永光雄   | 保坂勇                             |
| 第41回 | 1967年6月4日   | 中山   | 1800m | オンワードヒル     | 牡4  | 1:50.0   | 牧野三雄   | 中村広     | 樫山純三                           |
| 第42回 | 1968年4月21日  | 中山   | 1800m | シエスキイ         | 牡5  | 1:51.8   | 郷原洋行   | 大久保房松 | 小林庄平                           |
| 第43回 | 1969年4月13日  | 中山   | 1800m | メイジシロー       | 牡4  | 1:51.2   | 中野渡清一 | 本郷重彦   | 合資会社明治牧場                   |
| 第44回 | 1970年4月19日  | 中山   | 1800m | アカツキテル       | 牡4  | 1:53.4   | 増沢末夫   | 勝又忠     | 中内佐光                           |
| 第45回 | 1971年4月18日  | 中山   | 1800m | ヒダプレジデント   | 牡4  | 1:51.7   | 吉永正人   | 松山吉三郎 | 下出源七                           |
| 第46回 | 1972年3月12日  | 中山   | 1800m | トウショウピット   | 牡5  | 1:50.2   | 増沢末夫   | 茂木為二郎 | トウショウ産業（株）               |
| 第47回 | 1973年3月11日  | 中山   | 1800m | ジンデン           | 牡5  | 1:49.6   | 柴田政人   | 高松三太   | 黒岩統治郎                         |
| 第48回 | 1974年3月10日  | 中山   | 1800m | ハイセイコー       | 牡4  | 1:52.1   | 増沢末夫   | 鈴木勝太郎 | ホースマンクラブ                   |
| 第49回 | 1975年3月9日   | 中山   | 1800m | ヒカルジンデン     | 牡4  | 1:49.5   | 柴田政人   | 高松三太   | 黒岩統治郎                         |
| 第50回 | 1976年3月14日  | 中山   | 1800m | ヤマブキオー       | 牡6  | 1:50.6   | 徳吉一己   | 森末之助   | 清水一郎                           |
| 第51回 | 1977年3月13日  | 中山   | 1800m | アイフル           | 牡6  | 1:49.2   | 嶋田功     | 仲住芳雄   | 藤本義昭                           |
| 第52回 | 1978年3月12日  | 中山   | 1800m | カネミカサ         | 牡4  | 1:49.7   | 蛯沢誠治   | 成宮明光   | 金指利明                           |
| 第53回 | 1979年3月11日  | 中山   | 1800m | カネミカサ         | 牡5  | 1:49.3   | 蛯沢誠治   | 成宮明光   | 畠山伊公子                         |
| 第54回 | 1980年3月9日   | 中山   | 1800m | ヨシノスキー       | 牡4  | 1:53.3   | 的場均     | 佐藤征助   | 吉沢操子                           |
| 第55回 | 1981年3月8日   | 中山   | 1800m | キタノリキオー     | 牡4  | 1:50.4   | 田村正光   | 伊藤竹男   | 高山幸雄                           |
| 第56回 | 1982年3月14日  | 中山   | 1800m | エイティトウショウ | 牝4  | 1:49.3   | 中島啓之   | 奥平真治   | トウショウ産業（株）               |
| 第57回 | 1983年3月13日  | 中山   | 1800m | エイティトウショウ | 牝5  | 1:55.7   | 中島啓之   | 奥平真治   | トウショウ産業（株）               |
| 第58回 | 1984年3月11日  | 中山   | 1800m | テュデナムキング   | 牡4  | 1:49.4   | 的場均     | 大久保房松 | 川崎善之助                         |
| 第59回 | 1985年3月10日  | 中山   | 1800m | トウショウペガサス | 牡6  | 1:47.6   | 中島啓之   | 奥平真治   | トウショウ産業（株）               |
| 第60回 | 1986年3月9日   | 中山   | 1800m | クシロキング       | 牡4  | 1:48.0   | 岡部幸雄   | 中野隆良   | 阿部昭                             |
| 第61回 | 1987年3月15日  | 中山   | 1800m | スズパレード       | 牡6  | 1:49.6   | 蛯沢誠治   | 富田六郎   | 小紫芳夫                           |
| 第62回 | 1988年3月13日  | 東京   | 1800m | モガミヤシマ       | 牡4  | 1:47.2   | 柴田政人   | 古山良司   | 早坂太吉                           |
| 第63回 | 1989年3月12日  | 中山   | 1800m | コーセイ           | 牝5  | 1:48.7   | 鈴木寿     | 尾形盛次   | （株）アイ・ケイ・テイ・オーナーズ |
| 第64回 | 1990年3月11日  | 中山   | 1800m | ホクトヘリオス     | 牡6  | 1:48.3   | 柴田善臣   | 中野隆良   | 金森森商事（株）                   |
| 第65回 | 1991年3月10日  | 中山   | 1800m | ユキノサンライズ   | 牝4  | 1:47.7   | 増沢末夫   | 鈴木康弘   | 井上基之                           |
| 第66回 | 1992年3月15日  | 中山   | 1800m | ダイナマイトダディ | 牡4  | 1:48.5   | 加藤和宏   | 鈴木康弘   | 池谷誠一                           |
| 第67回 | 1993年3月14日  | 中山   | 1800m | ムービースター     | 牡7  | 1:47.0   | 岸滋彦     | 坪憲章     | 吉田照哉                           |
| 第68回 | 1994年3月13日  | 中山   | 1800m | サクラチトセオー   | 牡4  | 1:48.9   | 小島太     | 境勝太郎   | （株）さくらコマース               |
| 第69回 | 1995年3月12日  | 中山   | 1800m | フジヤマケンザン   | 牡7  | 1:50.3   | 蛯名正義   | 森秀行     | 藤本龍也                           |
| 第70回 | 1996年3月10日  | 中山   | 1800m | サクラローレル     | 牡5  | 1:47.2   | 横山典弘   | 境勝太郎   | （株）さくらコマース               |
| 第71回 | 1997年3月9日   | 中山   | 1800m | キングオブダイヤ   | 牡5  | 1:48.7   | 柴田善臣   | 清水利章   | 石下年安                           |
| 第72回 | 1998年3月15日  | 中山   | 1800m | サイレンススズカ   | 牡4  | 1:48.6   | 武豊       | 橋田満     | 永井啓弐                           |
| 第73回 | 1999年3月14日  | 中山   | 1800m | キングヘイロー     | 牡4  | 1:47.5   | 柴田善臣   | 坂口正大   | 浅川吉男                           |
| 第74回 | 2000年2月27日  | 中山   | 1800m | ダイワテキサス     | 牡7  | 1:46.8   | 後藤浩輝   | 増沢末夫   | 大和商事（株）                     |
| 第75回 | 2001年2月25日  | 中山   | 1800m | アメリカンボス     | 牡6  | 1:47.7   | 江田照男   | 田子冬樹   | （株）畔蒜不動産                   |
| 第76回 | 2002年2月24日  | 中山   | 1800m | トウカイポイント   | 騸6  | 1:45.4   | 岡部幸雄   | 後藤由之   | 内村正則                           |
| 第77回 | 2003年3月2日   | 中山   | 1800m | ローエングリン     | 牡4  | 1:47.6   | 後藤浩輝   | 伊藤正徳   | （有）社台レースホース             |
| 第78回 | 2004年2月29日  | 中山   | 1800m | サクラプレジデント | 牡4  | 1:44.9   | 武豊       | 小島太     | （株）さくらコマース               |
| 第79回 | 2005年2月27日  | 中山   | 1800m | バランスオブゲーム | 牡6  | 1:46.5   | 田中勝春   | 宗像義忠   | 薗部博之                           |
| 第80回 | 2006年2月26日  | 中山   | 1800m | バランスオブゲーム | 牡7  | 1:48.9   | 田中勝春   | 宗像義忠   | 薗部博之                           |
| 第81回 | 2007年2月25日  | 中山   | 1800m | ローエングリン     | 牡8  | 1:47.2   | 後藤浩輝   | 伊藤正徳   | （有）社台レースホース             |
| 第82回 | 2008年3月2日   | 中山   | 1800m | カンパニー         | 牡7  | 1:47.3   | 横山典弘   | 音無秀孝   | 近藤英子                           |
| 第83回 | 2009年3月1日   | 中山   | 1800m | カンパニー         | 牡8  | 1:49.2   | 横山典弘   | 音無秀孝   | 近藤英子                           |
| 第84回 | 2010年2月28日  | 中山   | 1800m | トーセンクラウン   | 牡6  | 1:51.7   | 江田照男   | 菅原泰夫   | 島川隆哉                           |
| 第85回 | 2011年2月27日  | 中山   | 1800m | ヴィクトワールピサ | 牡4  | 1:46.0   | M.デムーロ | 角居勝彦   | 市川義美                           |
| 第86回 | 2012年2月26日  | 中山   | 1800m | フェデラリスト     | 牡5  | 1:47.3   | 蛯名正義   | 田中剛     | （有）社台レースホース             |
| 第87回 | 2013年2月24日  | 中山   | 1800m | ナカヤマナイト     | 牡5  | 1:47.3   | 柴田善臣   | 二ノ宮敬宇 | 和泉信一                           |
| 第88回 | 2014年3月2日   | 中山   | 1800m | ジャスタウェイ     | 牡5  | 1:49.8   | 横山典弘   | 須貝尚介   | 大和屋暁                           |
| 第89回 | 2015年3月1日   | 中山   | 1800m | ヌーヴォレコルト   | 牝4  | 1:50.3   | 岩田康誠   | 斎藤誠     | 原禮子                             |
| 第90回 | 2016年2月28日  | 中山   | 1800m | ドゥラメンテ       | 牡4  | 1:45.9   | M.デムーロ | 堀宣行     | （有）サンデーレーシング           |
| 第91回 | 2017年2月26日  | 中山   | 1800m | ネオリアリズム     | 牡6  | 1:47.6   | M.デムーロ | 堀宣行     | （有）キャロットファーム           |
| 第92回 | 2018年2月25日  | 中山   | 1800m | ウインブライト     | 牡4  | 1:47.6   | 松岡正海   | 畠山吉宏   | （株）ウイン                       |
| 第93回 | 2019年2月24日  | 中山   | 1800m | ウインブライト     | 牡5  | 1:45.5   | 松岡正海   | 畠山吉宏   | （株）ウイン                       |
| 第94回 | 2020年3月1日   | 中山   | 1800m | ダノンキングリー   | 牡4  | 1:46.3   | 横山典弘   | 萩原清     | （株）ダノックス                   |
| 第95回 | 2021年2月28日  | 中山   | 1800m | ヒシイグアス       | 牡5  | 1:44.9   | 松山弘平   | 堀宣行     | 阿部雅英                           |
| 第96回 | 2022年2月27日  | 中山   | 1800m | パンサラッサ       | 牡5  | 1:46.4   | 吉田豊     | 矢作芳人   | 広尾レース（株）                   |
| 第97回 | 2023年2月26日  | 中山   | 1800m | ヒシイグアス       | 牡7  | 1:47.1   | 松山弘平   | 堀宣行     | 阿部雅英                           |
| 第98回 | 2024年2月25日  | 中山   | 1800m | マテンロウスカイ   | 騸5  | 1:48.1   | 横山典弘   | 松永幹夫   | 寺田千代乃                         |
| 第99回 | 2025年3月2日   | 中山   | 1800m | シックスペンス     | 牡4  | 1:44.8   | C.ルメール | 国枝栄     | （有）キャロットファーム           |

### 記録
- レースレコード - 1:44.9（第78回優勝馬サクラプレジデント、第95回優勝馬ヒシイグアス）[4]

## 中山記念（春）
前述の通り、1937年から1951年までは年2回施行され、春の競走も行われていた。
現行の中山記念は春季競馬で施行しているが、継承しているのは「中山記念（秋）」である。

### 年表
- 1937年 - 春の競走を開始。
- 1944年 - 太平洋戦争の影響で中止（1946年まで）。
- 1952年 - 廃止。

### 中山記念（春）歴代優勝馬
優勝馬の馬齢は、現行表記に揃えている。
競走条件は第16回が4歳。
| 回数   | 施行日        | 競馬場 | 距離  | 優勝馬           | 性齢 | タイム   | 優勝騎手   | 管理調教師 | 馬主               |
| ------ | ------------- | ------ | ----- | ---------------- | ---- | -------- | ---------- | ---------- | ------------------ |
| 第2回  | 1937年4月4日  | 中山   | 3200m | モアーザン       | 牡5  | 3:33 0/5 | 仲住達弥   | 仲住達弥   | 井上四一           |
| 第4回  | 1938年4月10日 | 中山   | 3200m | モアーザン       | 牡6  | 3:28 3/5 | 斎藤友吉   | 仲住達弥   | カシワ（井上四一） |
| 第6回  | 1939年4月14日 | 中山   | 3400m | フアインモア     | 牡5  | 3:44 2/5 | 中村一雄   | 藤本冨良   | タイヘイ           |
| 第8回  | 1940年4月8日  | 中山   | 3400m | ヘンウン         | 牡5  | 3:46 3/5 | 岸参吉     | 鈴木信太郎 | カノウ             |
| 第10回 | 1941年4月13日 | 中山   | 3400m | エステイツ       | 牡4  | 3:46 4/5 | 田中康三   | 尾形景造   | 川内安忠           |
| 第12回 | 1942年4月19日 | 中山   | 3400m | ライオンカツプ   | 牡4  | 3:44 1/5 | 八木沢勝美 | 尾形景造   | カブト             |
| 第14回 | 1943年4月25日 | 中山   | 3400m | クレタケ         | 牡4  | 3:45 3/5 | 田中康三   | 尾形景造   | エス・テー         |
| 第16回 | 1947年4月3日  | 中山   | 2600m | トヨウメ         | 牡4  | 2:52 1/5 | 小林善衛   | 鈴木信太郎 | 中村正行           |
| 第18回 | 1948年4月4日  | 中山   | 2600m | ブランドパプース | 牝4  | 2:49 1/5 | 保田隆芳   | 尾形藤吉   | 飛鳥繁             |
| 第20回 | 1949年5月3日  | 中山   | 2600m | サチトミ         | 牡5  | 2:46 1/5 | 高橋英夫   | 鈴木勝太郎 | 五箇富作           |
| 第22回 | 1950年4月16日 | 中山   | 2600m | カネフブキ       | 牡4  | 2:47 3/5 | 中村広     | 藤本冨良   | 金子貞治           |
| 第24回 | 1951年5月20日 | 中山   | 3200m | トサホマレ       | 牡4  | 3:26 4/5 | 大久保末吉 | 稗田敏男   | 齋藤健二郎         |